# シャーロック・ホームズの冒険 (1970年の映画)
『シャーロック・ホームズの冒険』（原題: The Private Life of Sherlock Holmes）は1970年のアメリカ映画。脚本・監督・製作ビリー・ワイルダー。邦題はコナン・ドイル著の短編集と同一だが、原作にはない、巨匠ワイルダーによるオリジナルのホームズ作品。ネス湖の怪物ネッシーを題材とした映画としても知られている。

## 概要
『情婦』等、ミステリー映画で成功を収めてきたビリー・ワイルダーが、10年の構想を経て臨んだオリジナルストーリーのホームズ映画。「ホームズの私生活に深く関わるため発表されなかったエピソードが、ワトスンの死後50年を経て公開された。」という設定の元に、4つのエピソードが盛り込まれた4時間近い上映時間の大作を想定して撮影された。
しかし、公開にあたって配給会社の要請で2時間ほどに編集される事になった。2つのエピソードは完全にカットされ、プリマバレリーナからの求婚のエピソードを序盤に残し、謎の美女とネッシーに纏わるエピソードをメインに据える内容となった。カットされたフィルムの多くは現存しない。この大幅な編集の為に、ワイルダー作品としてはややバランスを欠く仕上がりだとの評価もされる。それでも、ロンドンからスコットランドと、古き良きイギリスを再現した映像は秀逸で、ホームズ映画の傑作のひとつとして推す声も多い。
カットされたシーンの多くは原題に相応しいホームズの意外な面を描いたコミカルなものだったといわれる。メインとして残ったエピソードは比較的シリアスな内容の為、構想とは違い、ワイルダー作品としてはやや重い印象の作品として完成した。また、このメインのエピソードでホームズは正式な依頼によって捜査を行っている上、国家機密に絡む大事にも関係しており、原題にある「Private Life」とはそぐわない内容になっている。
日本では長くソフトが発売されず視聴が困難であったが、2004年にDVD-BOXの1巻として、2005年には単体でDVDが発売された。DVDの特典映像により、公開に至るまでの複雑な製作背景も明らかとなった。
また、マイケル＆モリー・ハードウィックによるノベライゼーションが『シャーロック・ホームズの優雅な生活』の邦題で創元推理文庫から刊行されている。

## ストーリー
ジョン・ワトスン医師の死後50年が経過し、遺言に従って銀行に保管されていた未発表の記録が公開された。
19世紀末のロンドン。私立探偵シャーロック・ホームズはロシアのプリマバレリーナから強引な求婚を受ける。ホームズは探偵業の助手であるワトスン医師と同性愛の関係にあると偽り求婚から逃れたが、それを知ったワトソンを激怒させてしまう。
この騒動から一息ついた彼らの元に、記憶喪失の女性が運び込まれた。ホームズの機転により記憶を取り戻した彼女ガブリエルの依頼で、ホームズ達は行方不明の彼女の夫を探し始める。その彼らの前にホームズの兄マイクロフトが現れ、調査の中止を勧告する。ホームズは表面上はマイクロフトに従って捜査の中止を受け入れたが、ホームズとガブリエルが夫婦、ワトソンが執事と身分を偽って捜査を続ける。スコットランドのネス湖畔を訪れた彼らはガブリエルの夫の死を知る。真相を求めてさらに捜査を続け、夕闇深まるネス湖にボートで漕ぎ出した3人の眼前に、伝説の怪物ネッシーが姿を現した。

## キャスト
※括弧内は日本語吹替（テレビ版・初回放送1976年1月26日『月曜ロードショー』）
- シャーロック・ホームズ：ロバート・スティーブンス（中村正）
- ジョン・ワトスン：コリン・ブレークリー（富田耕生）
- ガブリエル・バラドン：ジュヌヴィエーヴ・パージュ
- マイクロフト・ホームズ：クリストファー・リー（千葉耕市）
- ハドスン夫人：アイリーン・ハンドル
- ヴィクトリア女王：モリー・モーリン

## 備考
- 本作の構想初期には、ホームズにピーター・オトゥール、ワトスンにピーター・セラーズの、同じ「ピーター」の名を持つ2大スターの配役が予定されていた。
- 本作でシャーロック・ホームズの兄マイクロフトを演じたクリストファー・リーは、これ以前にドイツ映画『Sherlock Holmes and the Deadly Necklace』（1962年）でシャーロックを演じており、映画でホームズ兄弟両方を演じた唯一の俳優とされている。リーはこの後、1991年と1992年にイギリスのテレビドラマでもシャーロックを演じた。
- 本作においてネス湖の怪物ネッシーは、信憑性は別として誰もがその伝説を知っているかのように描かれている。しかし実際には、ネス湖に怪物がいるという話が流布したのは1933年以降で、本作の舞台である19世紀末には知られてはいなかった。

## エピソード
本作の撮影中、ネス湖に浮かべたネッシーの模型が水没するという事故が発生した。公開から5年後の1975年、ネッシー探索の為にネス湖の調査を行ったボストンの応用科学アカデミー研究チームがネッシーを写したとする水中写真を公表し、世界的なニュースとなった。この写真の被写体が、撮影時に水没した模型だったのではないかとの説が唱えられ、大きな話題となった。日本でもテレビや雑誌等のメディアでも取り上げられ、この際に本作のテレビ放映もなされた。この問題の真相は不明だが、信憑性は低いとの見方が一般的である。